# Пеншуй-Мяо-Туцзяський автономний повіт
29°17′39″ пн. ш. 108°09′49″ сх. д. / 29.29429° пн. ш. 108.16358° сх. д.
Пеншуй-Мяо-Туцзяський автономний повіт (кит. 彭水苗族土家族自治县, пін. Péngshuĭ Miáozú Tŭjiāzú Zìzhìxiàn) — один із повітів КНР у складі міста прямого підпорядкування Чунціна. Адміністративний центр — містечко Ханьцзя.

## Географія
Пеншуй-Мяо-Туцзяський автономний повіт лежить на висоті понад 400 метрів над рівнем моря.

### Клімат
Повіт знаходиться у зоні, котра характеризується вологим субтропічним кліматом. Найтепліший місяць — липень із середньою температурою 27,3 °C. Найхолодніший місяць — січень, із середньою температурою 7 °С.
| Клімат повіту Пеншуй-Мяо-Туцзя | Клімат повіту Пеншуй-Мяо-Туцзя | Клімат повіту Пеншуй-Мяо-Туцзя | Клімат повіту Пеншуй-Мяо-Туцзя | Клімат повіту Пеншуй-Мяо-Туцзя | Клімат повіту Пеншуй-Мяо-Туцзя | Клімат повіту Пеншуй-Мяо-Туцзя | Клімат повіту Пеншуй-Мяо-Туцзя | Клімат повіту Пеншуй-Мяо-Туцзя | Клімат повіту Пеншуй-Мяо-Туцзя | Клімат повіту Пеншуй-Мяо-Туцзя | Клімат повіту Пеншуй-Мяо-Туцзя | Клімат повіту Пеншуй-Мяо-Туцзя | Клімат повіту Пеншуй-Мяо-Туцзя |
| Показник                       | Січ.                           | Лют.                           | Бер.                           | Квіт.                          | Трав.                          | Черв.                          | Лип.                           | Серп.                          | Вер.                           | Жовт.                          | Лист.                          | Груд.                          | Рік                            |
| Середній максимум, °C          | 10,1                           | 12                             | 16,7                           | 22,8                           | 27                             | 29,6                           | 33                             | 33,5                           | 29                             | 22,2                           | 17,2                           | 11,7                           | 22,1                           |
| Середня температура, °C        | 7                              | 8,6                            | 12,4                           | 17,5                           | 21,5                           | 24,4                           | 27,3                           | 27,3                           | 23,6                           | 18,2                           | 13,5                           | 8,6                            | 17,5                           |
| Середній мінімум, °C           | 5                              | 6,4                            | 9,4                            | 14,2                           | 18,1                           | 21,2                           | 23,8                           | 23,6                           | 20,4                           | 15,8                           | 11,3                           | 6,6                            | 14,7                           |
| Норма опадів, мм               | 22.3                           | 30.7                           | 45                             | 107.5                          | 174.3                          | 184.7                          | 200.1                          | 154.6                          | 105.4                          | 106                            | 54.1                           | 21.7                           | 1206.4                         |
| Вологість повітря, %           | 79                             | 78                             | 77                             | 79                             | 80                             | 82                             | 79                             | 76                             | 78                             | 84                             | 82                             | 80                             | 79.5                           |
| ------------------------------ | ------------------------------ | ------------------------------ | ------------------------------ | ------------------------------ | ------------------------------ | ------------------------------ | ------------------------------ | ------------------------------ | ------------------------------ | ------------------------------ | ------------------------------ | ------------------------------ | ------------------------------ |
| Джерело: data.cma.cn           |                                |                                |                                |                                |                                |                                |                                |                                |                                |                                |                                |                                |                                |